# Idzega
Idzega (en frison : Idzegea) est un village de la commune néerlandaise de Súdwest Fryslân, situé dans la province de Frise.

## Géographie
Le village est situé dans l'ouest de la Frise, au sud-ouest de la ville de Sneek.

## Histoire
Idzega fait partie de la commune de Wymbritseradiel jusqu'au 1er janvier 2011, où celle-ci est supprimée et fusionnée avec Bolsward, Nijefurd, Sneek et Wûnseradiel pour former la nouvelle commune de Súdwest-Fryslân.

## Démographie
Le 1er janvier 2021, le village comptait 30 habitants.